# پدرو ماریا آرتولا
پدرو ماریا آرتولا (انگلیسی: Pedro Artola؛ زادهٔ ۶ سپتامبر ۱۹۴۸) بازیکن فوتبال اهل اسپانیا است.
از باشگاه‌هایی که در آن بازی کرده‌است می‌توان به باشگاه فوتبال بارسلونا و باشگاه فوتبال رئال سوسیداد اشاره کرد.
وی همچنین در تیم ملی فوتبال اسپانیا بازی کرده‌است.